# Chuyển nhượng tự do (bóng đá)
Trong bóng đá chuyên nghiệp, một thương vụ  chuyển nhượng tự do, còn được gọi là chuyển nhượng Bosman, là khi một cậu lạc bộ bóng đá để cho một cầu thủ rời đi khi hết hạn hợp đồng hoặc ngay trước khi kết thúc hợp đồng. Sau đó, cầu thủ đó có thể kí hợp đồng với bất kì câu lạc bộ nào quan tâm và đề nghị với cầu thủ ấy một bản hợp đồng.

## Cách thức hoạt động
Câu lạc bộ mua cầu thủ theo dạng chuyển nhượng tự do không cần phải trả bất kì khoản phí nào cho thương vụ chuyển nhượng đó bởi cầu thủ ấy đã không còn hợp đồng với câu lạc bộ cũ.
Một dạng chuyển nhượng tự do khác là khi một cầu thủ được chuyển từ câu lạc bộ này sang một câu lạc bộ khác mà không mất phí, đôi khi một thương vụ chuyển nhượng với mức giá tượng trưng cũng được tính là chuyển nhượng tự do.
Trong bóng đá Châu Âu, nếu hợp đồng giữa một cầu thủ 23 tuổi hoặc nhiều tuổi hơn chỉ còn lại sáu tháng hoặc ít hơn, họ có thể tự do đàm phán và kí một thỏa thuận trước hợp đồng với bất kì một câu lạc bộ nào khác, cho thấy khả năng họ sẽ chuyển tới câu lạc bộ đó theo luật Bosman khi kỳ chuyển nhượng tiếp theo mở cửa.

## Cách sử dụng
Chuyển nhượng tự do phổ biến trong mọi hạng đấu bóng đá. Từ các giải đấu mà các câu lạc bộ có ít tiền để chi trả cho phí chuyển nhượng và cũng như các cầu thủ rời các câu lạc bộ nhiều tiền nếu câu lạc bộ không thể cung cấp cho họ một vị trí trong đội hình thi đấu chính thức, đặc biệt là khi rời đi để gia nhập các câu lạc bộ ở các giải đấu nhỏ hơn.
Thông thường, một cầu thủ sẽ chọn 'hết hạn' với một câu lạc bộ để họ có thể gia nhập một câu lạc bộ khác sau đó. Điều này sẽ giúp họ trở thành một đề xuất hấp dẫn hơn đối với đội bóng mà họ đang theo đuổi.